# Kay Scarpetta
Kay Scarpetta é uma personagem fictícia e protagonista de uma série de romances policiais escritos por Patricia Cornwell. A série é marcada pelo uso da tecnologia forense em investigações de Scarpetta.

## Personalidade
Kay Scarpetta tem cerca de 40 anos, e é divorciada, vive na cidade de Richmond, na Virgínia, uma das cidades mais violentas dos EUA, e trabalha como médica-legista, sendo chefe do Departamento de Medicina Legal da Polícia de Richmond. A Dra. Scarpetta, como é chamada por muitos, tem uma relação de amizade muito boa com seus colegas de trabalho, com exceção de Pete Marino, que parece subestimar e discriminar Kay, por esta ser mulher. De família italiana, Scarpetta vê na culinária uma forma de aliviar os estresses causados pela rotina pesada de trabalho.

### Personagens relacionados
- Tenente Pete Marino-um policial conservador e preconceituoso, Pete se preocupa muito com Kay, costuma até mesmo segui-la até em casa, para garantir que esta esteja em segurança, Kay dá sinais de não gostar muito de Marino, apesar de ter de aturá-lo.
- Benton Wesley-agente do FBI, é um homem jovem, porém com os cabelos prematuramente grisalhos, é um dos poucos agentes do FBI que demonstra simpatia por Kay. Acabam por se relacionarem depois da morte de Mark, o seu namorado de infância.
- Lucy-sobrinha de Kay, é uma criança de inteligência prematura, com muita habilidade com computadores, em suas visitas à casa de Kay, Lucy tem de se conformar com a rotina agitada da tia, apesar de isso desagradá-la muito. Mais tarde, com 21 anos, começa a estagiar com o FBI e a colaborar com eles.

## Vida
Scarpetta nasceu em Miami, na Flórida, passou a infância com a mãe e com a irmã, Dorothy, tendo perdido o pai ainda muito jovem, fez faculdade de medicina e de direito, onde conheceu Mark James, com quem teve um pequeno romance. Kay tornou-se médica-legista aparentemente contra a vontade da mãe, com quem mantém uma relação pouco amistosa. Pouco depois passou para a chefia do Departamento de Medicina Legal de Richmond.

## Livros em que Aparece
- Postmortem (1990) (Post-Mortem, 1999)
- Body of Evidence (1991) (Corpo de Delito, 1995)
- All That Remains (1992) (Restos Mortais, 1999)
- Cruel and Unusual (1993) (Desumano e Degradante, 1996)
- The Body Farm (1994) (Lavoura de Corpos, 1998)
- From Potter's Field (1995) (Cemitério de Indigentes, 1997)
- Cause of Death (1996) (Causa Mortis, 2000)
- Unnatural Exposure (1997) (Contágio Criminoso, 2001)
- Point of Origin (1998) (Foco Inicial, 2002)
- Black Notice (1999) (Alerta Negro, 2004)
- The Last Precinct (2000) (A Última Delegacia, 2005)
- Blow Fly (2003) (Mosca-Varejeira, 2006)
- Trace (2004) (Vestígio, 2008)
- Predator (2005) (Predador, 2009)
- Book of the Dead (2007) (Livro dos Mortos, 2010)
- Scarpetta (2008) (Scarpetta, 2012)
- The Scarpetta Factor (2009)  (O Fator Scarpetta, 2013)
- Port Mortuary (2010) (Necrotério, 2014)
- Red Mist (2011)